# Simulium danijari
Simulium danijari är en tvåvingeart som beskrevs av Chubareva och Ismagulov 1992. Simulium danijari ingår i släktet Simulium och familjen knott.
Artens utbredningsområde är Kazakstan. Inga underarter finns listade i Catalogue of Life.